# American Pickle
Pour plus de détails, voir Fiche technique et Distribution.
American Pickle (An American Pickle) est un film américain réalisée par Brandon Trost, sortie en 2020. 

## Synopsis
En 1919, en Europe de l'Est, un couple de travailleurs juifs en difficulté, Herschel Greenbaum et son épouse Sarah, quittent leur shtetl saccagé par les cosaques russes pour émigrer en Amérique afin de repartir à zéro. Un jour, dans l'usine de fabrication de pickles où il a trouvé un poste d'ouvrier, Herschel chute accidentellement dans une cuve de cornichons au moment même où l'entreprise ferme définitivement ses portes. 
Cent ans plus tard, en 2019, parfaitement conservé et cryogénisé dans ce bain de saumure, il se réveille dans notre monde actuel et, désorienté, constate que son seul parent encore vie n'est d'autre que son arrière petit-fils qui a le même âge et physique que lui. Quant à sa femme et leur enfant, ils sont décédés depuis des décennies. Geek et informaticien spécialisé dans le développement d'applications indépendantes qui vérifient notamment l'éthique des commerces qui achètent des produits pour ensuite les revendre, Ben le prend sous son aile et le guide dans une Amérique moderne qui le désarçonne complètement...

## Fiche technique
- Titre original : An American Pickle
- Titre français : American Pickle
- Réalisation : Brandon Trost
- Scénario : Simon Rich, d'après sa nouvelle Sell Out
- Photographie : John Guleserian
- Musique : Nami Melumad
- Montage : Lisa Zeno Churgin
- Production : Seth Rogen, Evan Goldberg et James Weaver
- Sociétés de production : Sony Pictures, Warner Max et Point Grey Pictures
- Sociétés de distribution : Warner Bros
- Pays d'origine :  États-Unis
- Langue originale : anglais
- Format : couleur
- Genre : Comédie et fantastique
- Dates de sortie :
  - États-Unis : 6 août 2020
  - France : 18 juin 2021 (VOD)

## Distribution
- Seth Rogen : Herschel Greenbaum / Ben Greenbaum
- Sarah Snook : Sarah Greenbaum
- Eliot Glazer : Christian
- Jorma Taccone : Liam
- Kalen Allen : Kevin
- Molly Evensen : Clara
- Kevin O'Rourke : Dane Brunt
- Joanna Adler : professeure Kim Ecklund
- Sean Whalen : le scientifique
- Geoffrey Cantor : David Greenbaum
- Carol Leifer : Susan Greenbaum
- Marsha Stephanie Blake : inspecteur Sanders
- Liz Cackowski (en) : Susan O’Malley
- Tim Robinson : le procureur
- Betsy Sodaro : l'avocate de la défense